# Ahmadou Evélé
Ahmadou Evélé est un athlète camerounais, spécialiste du saut en hauteur, né en 1949 à Guirvidig. Il s'est reconverti en homme d'affaires après sa carrière sportive.

## Biographie
Après avoir étudié au CREPS de Nancy, en France, il participe aux Jeux africains de 1973. Il y remporte la médaille de bronze du saut en hauteur (2,00 m).
Après sa carrière sportive, il occupe différents postes au sein de fédérations sportives et du Ministère des sports. En 2000, il est nommé Directeur-général de la SEMRY. Un an plus tard, il est condamné à verser une amende de un million de francs CFA pour détournement de fonds. Il est également soupçonné dans le cadre de l'opération Épervier.

### Palmarès sportif
| Date | Compétition    | Lieu  | Résultat | Épreuve         | Performance |
| ---- | -------------- | ----- | -------- | --------------- | ----------- |
| 1973 | Jeux africains | Lagos | 3e       | Saut en hauteur | 2,00 m      |